# No Fun
„No Fun“ je píseň americké skupiny The Stooges. Původně vyšla na jejím prvním albu nazvaném The Stooges v roce 1969 (vydavatelství Elektra Records). Jejími autory jsou všichni tehdejší členové skupiny, tedy zpěvák Iggy Pop, baskytarista Dave Alexander, kytarista Ron Asheton a bubeník Scott Asheton. Producentem původní nahrávky byl velšský hudebník a skladatel John Cale. Novinář Dave Thompson označil píseň za „národní hymnu punku“. Anglická zpěvačka Charli XCX nahrála v roce 2016 coververzi této písně pro soundtrack k televiznímu seriálu Vinyl. Hudebník Dirty Beaches nahrál svou verzi písně roku 2011. Kapela Doctor Mix & the Remix nahrála roku 1979 píseň na své album Wall of Noise.